# Héctor Javier Pizarro Acevedo
Héctor Javier Pizarro Acevedo OAR (ur. 11 stycznia 1951 w Medellín) – kolumbijski duchowny katolicki, wikariusz apostolski Trinidadu od 2001.

## Życiorys
Święcenia kapłańskie przyjął 8 stycznia 1977.

### Episkopat
23 października 2000 roku został mianowany przez papieża Jana Pawła II wikariuszem apostolskim Trinidadu ze stolicą tytularną Ceramus. Sakrę przyjął 27 stycznia 2001 z rąk arcybiskupa Beniamino Stelli, zaś 11 lutego tegoż roku objął kanonicznie urząd.